# Gehau (Breitenbach am Herzberg)
Gehau ist ein Ortsteil von Breitenbach am Herzberg im osthessischen Landkreis Hersfeld-Rotenburg. Zu dem Ort gehört auch das Forsthaus am Hain und der etwa zwei Kilometer westlich gelegene Hof Huhnstadt.

## Geographie
Gehau liegt im Knüll an der Bundesstraße 62, unmittelbar an der Grenze des Landkreises Hersfeld-Rotenburg zum Vogelsbergkreis. Nach Breitenbach im Osten sind es etwa drei Kilometer; die nächstgelegene Ortschaft im Westen ist Alsfeld-Lingelbach. Die Bundesautobahn 5 ist Richtung Norden etwa einen Kilometer weit entfernt.

## Geschichte
Unweit des Ortes in südwestlicher Richtung befindet sich die Burg Herzberg, heute eine teilweise restaurierte Schlossruine. Spätestens 1434 und bis 1807 gehörte Gehau zum Gericht Breitenbach.
Zum 1. August 1972 wurde Gemeinde Gehau zusammen mit der Gemeinde Machtlos im Zuge der Gebietsreform in Hessen durch Landesgesetz in die Gemeinde Breitenbach am Herzberg eingegliedert. Für die nach Breitenbach eingegliederten Gemeinden wurde je ein Ortsbezirk mit Ortsbeirat und Ortsvorsteher nach der Hessischen Gemeindeordnung gebildet.

## Bevölkerung
Einwohnerstruktur 2011
Nach den Erhebungen des Zensus 2011 lebten am Stichtag, dem 9. Mai 2011, in Gehau 159 Einwohner. Darunter waren keine Ausländer.
Nach dem Lebensalter waren 27 Einwohner unter 18 Jahren, 66 zwischen 18 und 49, 36 zwischen 50 und 64 und 30 Einwohner waren älter. Die Einwohner lebten in 69 Haushalten. Davon waren 21 Singlehaushalte, 15 Paare ohne Kinder und 24 Paare mit Kindern, sowie 6 Alleinerziehende und keine Wohngemeinschaften. In 9 Haushalten lebten ausschließlich Senioren und in 45 Haushaltungen lebten keine Senioren.
Einwohnerentwicklung
| Quelle: Historisches Ortslexikon |                                 |
| • 1585:                          | 35 Hausgesesse                  |
| • 1639:                          | keine Angaben                   |
| • 1681:                          | 9 Hausgesesse, ein Ausschuss    |
| • 1766:                          | 14 Wohnhäuser mit 65 Einwohnern |

| Zella: Einwohnerzahlen von 1834 bis 2011 | Zella: Einwohnerzahlen von 1834 bis 2011 | Zella: Einwohnerzahlen von 1834 bis 2011 | Zella: Einwohnerzahlen von 1834 bis 2011 | Zella: Einwohnerzahlen von 1834 bis 2011 |
| --- | ---------------------------------------- | ---------------------------------------- | ---------------------------------------- | ---------------------------------------- |
| Jahr |                                          |                                          |                                          | Einwohner                                |
| 1834 | 1834                                     |                                          | 246                                      | 246                                      |
| 1840 | 1840                                     |                                          | 252                                      | 252                                      |
| 1846 | 1846                                     |                                          | 249                                      | 249                                      |
| 1852 | 1852                                     |                                          | 263                                      | 263                                      |
| 1858 | 1858                                     |                                          | 253                                      | 253                                      |
| 1864 | 1864                                     |                                          | 255                                      | 255                                      |
| 1871 | 1871                                     |                                          | 241                                      | 241                                      |
| 1875 | 1875                                     |                                          | 235                                      | 235                                      |
| 1885 | 1885                                     |                                          | 234                                      | 234                                      |
| 1895 | 1895                                     |                                          | 222                                      | 222                                      |
| 1905 | 1905                                     |                                          | 221                                      | 221                                      |
| 1910 | 1910                                     |                                          | 221                                      | 221                                      |
| 1925 | 1925                                     |                                          | 214                                      | 214                                      |
| 1939 | 1939                                     |                                          | 198                                      | 198                                      |
| 1946 | 1946                                     |                                          | 293                                      | 293                                      |
| 1950 | 1950                                     |                                          | 275                                      | 275                                      |
| 1956 | 1956                                     |                                          | 204                                      | 204                                      |
| 1961 | 1961                                     |                                          | 216                                      | 216                                      |
| 1967 | 1967                                     |                                          | 208                                      | 208                                      |
| 1970 | 1970                                     |                                          | 216                                      | 216                                      |
| 1980 | 1980                                     |                                          | ?                                        | ?                                        |
| 1990 | 1990                                     |                                          | ?                                        | ?                                        |
| 2000 | 2000                                     |                                          | ?                                        | ?                                        |
| 2011 | 2011                                     |                                          | 159                                      | 159                                      |
| Datenquelle: Historisches Gemeindeverzeichnis für Hessen: Die Bevölkerung der Gemeinden 1834 bis 1967. Wiesbaden: Hessisches Statistisches Landesamt, 1968. Weitere Quellen: LAGIS; Zensus 2011 |                                          |                                          |                                          |                                          |

Historische Religionszugehörigkeit
| Quelle: Historisches Ortslexikon |                                                                   |
| • 1861:                          | 257 evangelisch-reformierte Einwohner                             |
| • 1885:                          | 206 evangelische (= 100 %) Einwohner                              |
| • 1961:                          | 203 evangelische (= 93,98 %), 13 katholische (= 6,02 %) Einwohner |

Historische Erwerbstätigkeit
| • 1766: | 10 Leineweber, ein Bierwirt, ein Tagelöhner, eine Tagelöhnerin                                                                  |
| • 1838  | Familien: 22 Ackerbau, 5 Gewerbe, 14 Tagelöhner                                                                                 |
| • 1961  | Erwerbspersonen: 83 Land- und Forstwirtschaft, 27 produzierendes Gewerbe, 5 Handel und Verkehr, 10 Dienstleistung und Sonstiges |

## Politik
Für Gehau besteht ein Ortsbezirk (Gebiete der ehemaligen Gemeinde Gehau) mit Ortsbeirat und Ortsvorsteher nach der Hessischen Gemeindeordnung. Der Ortsbeirat besteht aus vier Mitgliedern.
Bei den Kommunalwahlen in Hessen 2021 betrug die Wahlbeteiligung zum Ortsbeirat Gehau 82,58 %. Alle Kandidaten gehörten der „Gemeinschaftsliste Gehau“ an. Der Ortsbeirat wählte Friederike Klinke zur Ortsvorsteherin.

## Sehenswürdigkeiten
Zwischen dem Ort Gehau und dem Forsthaus am Hain befindet sich ein Ganzmeilenstein aus naturbelassenem Sandstein in gutem Zustand, der die Entfernung nach Kassel und Hersfeld angibt. Dies bedeutet auch, dass Gehau an einer alten Handelsstraße liegt.
Nordwestlich von Gehau befindet sich das Naturdenkmal Wilder Stein, ein Felsbrocken, über den man sagt, es sei ein erkalteter Vulkan.
In Gehau gibt es viele Fachwerkhäuser, die sehr gut erhalten sind und unter Denkmalschutz stehen.